# Барнаульский завод «АТИ»
ООО «Барнаульский завод автоформованных термостойких изделий» (прежние наименования: АО «Барнаульский завод асбестовых технических изделий», ОАО «Барнаульский завод асбестовых технических изделий» — промышленное предприятие в г. Барнауле.
Предприятие занимается производством асбестовых и безасбестовых фрикционных, уплотнительных, изоляционных и прокладочных изделий и материалов для автомобильного и железнодорожного транспорта, дорожных машин, станков, агрегатов.

## История
Основано в 1960 году.
Генеральный директор Артём Юрьевич Шамков.
В июне 2018 года «Барнаульский завод автоформованных термостойких изделий» открыл цех, который будет выпускать безасбестовые тормозные колодки.

## Деятельность
В 1964 году была выпущена первая тормозная композиционная колодка для железнодорожных вагонов.
В августе 2007 года компания объявила о приобретении 24,5 % акций угличского (Ярославская область) «АРТИ» (производителя асбестовых изделий) за 312 млн рублей. Выручка «АТИ» за 2006 г. — 680,7 млн рублей, прибыль — 64 млн рублей.
В 2008 году ОАО «Барнаульский завод асбестовых технических изделий» испытал кадровый дефицит. 